# 奧爾斯佩格宮

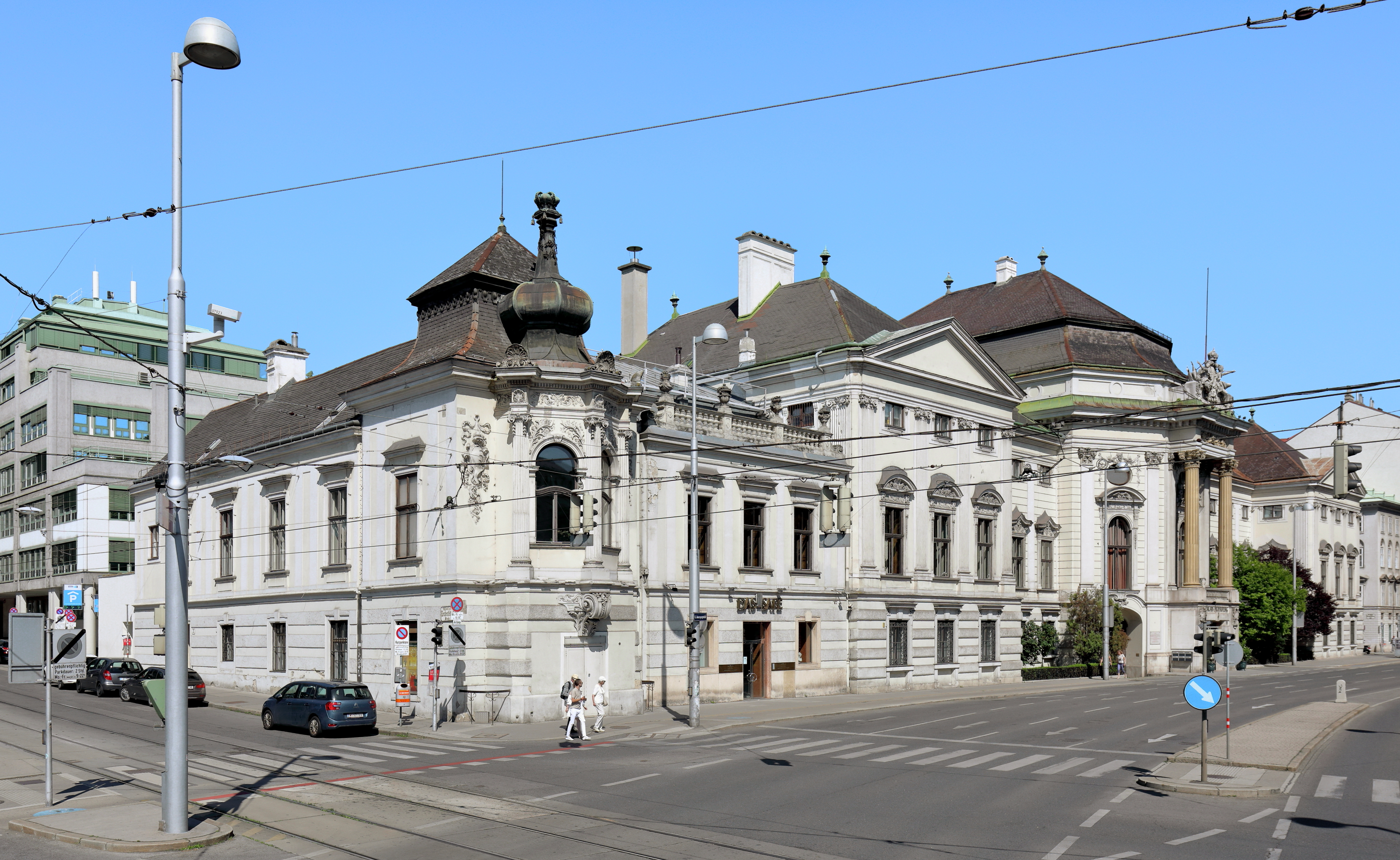
奧爾斯佩格宮

奧爾斯佩格宮（Palais Auersperg）是位於奧地利維也納第8區約瑟夫城的一座建築。這座建築舊名羅森卡瓦利耶宮。建築屬於巴洛克風格。奧爾斯佩格宮修建於1706年至1710年。

## 外部連結
- Palais Auersperg homepage （页面存档备份，存于）
- History of the palais
- Interior of the palais
- Information at Musicofvienna.com （页面存档备份，存于）
- Information at Burgen-austria.com （页面存档备份，存于） (in German)

48°12′31″N 16°21′15″E / 48.20861°N 16.35417°E